# Katherine Briçonnet
Katherine Briçonnet (* 1475; † 3. November oder 23. Dezember 1526) war eine französische Adlige, die gemeinsam mit Thomas Bohier das heutige UNESCO-Welterbe Schloss Chenonceau errichten ließ. Dabei war sie am sogenannten Schloss der Damen im Département Indre-et-Loire als Architektin tätig. Briçonnet übernahm die Bauleitung zwischen 1513 und 1521.

## Biografie
Briçonnet war die Tochter von Raoulette de Beaune († 1490) und Guillaume Briçonnet, Finanzaufseher der Region Languedoc während der Herrschaft von Ludwig XI. Geschwister waren Guillaume Briçonnet, Denis Briçonnet, Jean Briçonnet (Seigneur du Plessis-Rideau, † 1559) und Nicolas Briçonnet († 1529). Jacques de Beaune war ihr Onkel.
Briçonnet heiratete 1505 Thomas Bohier, Finanz- und Steuerminister der Könige Karl VIII., Ludwig XII. und Franz I. Er war vorher mit Madeleine Bayard verheiratet. Zur Familie gehörten die Kinder:
- Marie Bohier (1490–1550)[2]; ⚭ am 14. Juli 1512[2] mit Annet de Montmorin, Seigneur de Nades, Espinasse et Aubières, Gouverneur des Bourbonnais († 1557)
- Antoine II. Bohier († 1569), Chevalier, Baron de Saint-Cirgues, Seigneu de Chenonceaux etc., Bürgermeister von Tours 1531/32 und 1545/46, Gouverneur von Touraine 1543 bis 1560; ⚭ (1) Anne Poncher, Dame de Villemenon, dann Dame de Lésigny, Tochter von Louis Poncher, Général des Finances, und Robine Le Gendre; ⚭ (2) Anne (alias Marie) de Moustiers (nach anderen Quellen:[2] († August 1565) ⚭ Jeanne Poncher. Gouverneur et Lieutenant général en Touraine)
- François Bohier († 1566?), Koadjutor (1534) und dann Bischof von Saint-Malo (1536) (nach anderen Quellen:[2] † 18. Oktober 1569 in Paris, Evêque de Saint-Malo, Abbé de Notre-Dame de Bernay)
- Guillaume Bohier, Seigneur Panchien et de Longuetouche, Conseiller du roi, Bailli royal du Cotentin, Bürgermeister von Tours 1536, 1549 und 1553; ⚭ Marie d’Alès (oder d’Alez[2]), Dame d’Orfeuille et de Baudry en Touraine
- Gilles Bohier († 1561), 1546 (nach anderen Quellen[2] 1547–1561) Bischof von Agde, Doyen de Tarascon,[2] Archidiacre de Reims[2]
- Anne Bohier, Erbin der Güter bei Saint-Martin-le-Beau ⚭ Nicolas de Cerisay, Baron de la Rivière en Normandie, Bailli du Cotentin († vor 2. Mai 1533)
- Jeanne Bohier; ⚭ Antoine du Bois, Seigneur de Fontaines-Marans, Maître d’hôtel des Königs Karl VIII.
- Tochter; ⚭ Jean de la Chesnaye, Général des Finances d’outre-Seine et Yonne
- Jeanne (?) Bohier; ⚭ Claude de La Croix, Baron de Plancy, Vicomte de Semoine († 15. Dezember 1560)
- Tochter; ⚭ ? NN, Seigneur de Clervaux
- Tochter; ⚭ ? NN, Seigneur de La Bastide

1524 verstarb Thomas Bohier. Katherine Briçonnet wurde im Jahre 1526 in der Eglise Saint-Saturnin in Tours beigesetzt.

## Werk

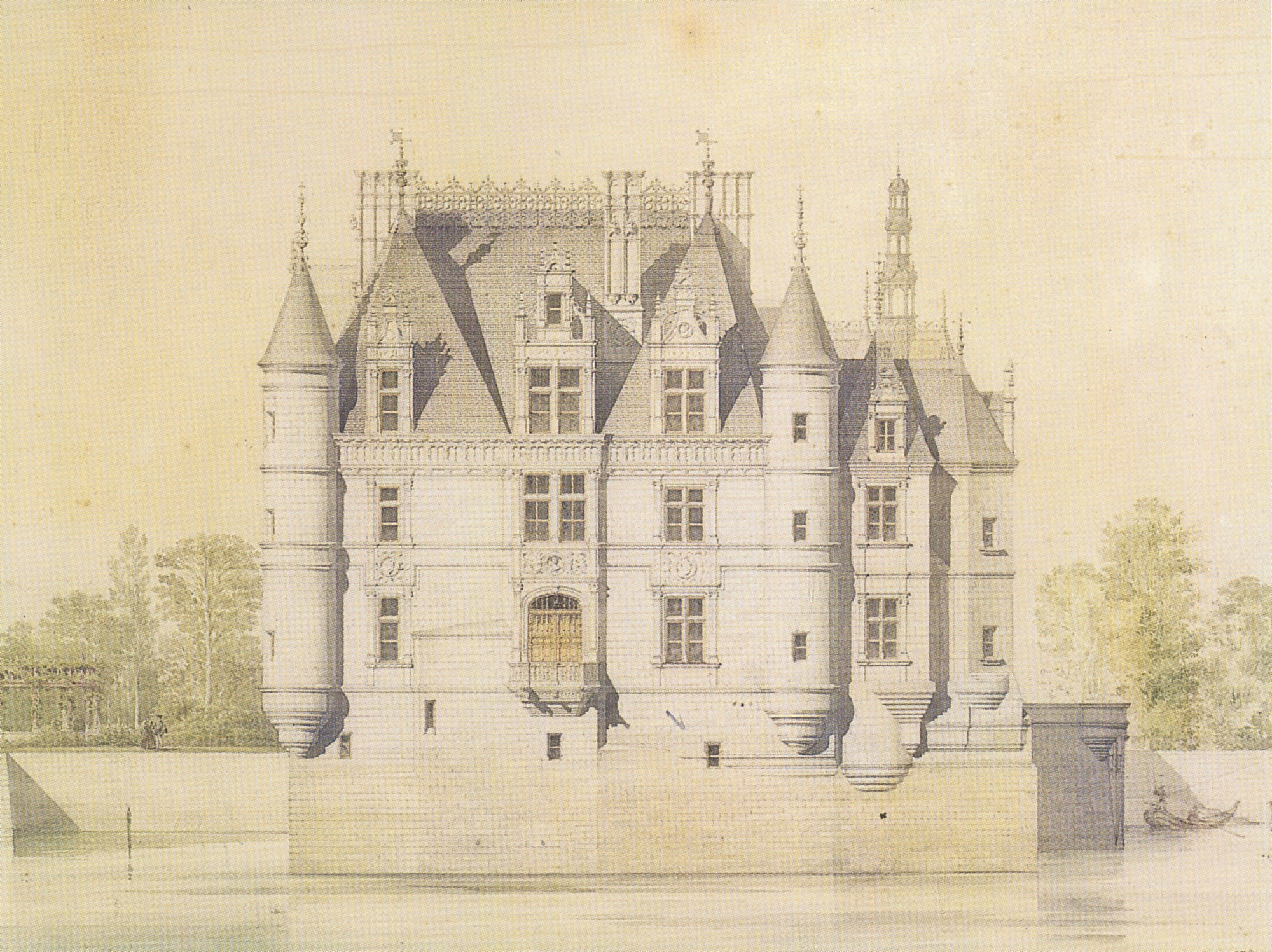
Südansicht: Symmetrischer Wohnbau mit Ecktürmen und Bibliothek (außen rechts); später wurde an dieser Fassade die Galerie angebaut

Zwischen 1494 und 1512 kaufte Thomas Bohier verschiedene Ländereien sowie die Burg der Familie de Marques aus dem 13. Jahrhundert in Chenonceaux auf. Auch die Mühle am Cher gehörte zu der Liegenschaft. Im Auftrag des Ehepaars Bohier wurden die Gebäude bis auf den Donjon, den Brunnen und die Gräben niedergelegt und bis 1521/22 ein Wasserschloss errichtet. Dieses gehörte zur frühen Renaissance-Architektur in Frankreich. Es wird das „Schloss der Damen“ genannt, da es auch von Diane de Poitiers, Caterina de’ Medici und anderen genutzt und erweitert wurde.
Der Umbau des Rundturms sowie die Errichtung des Logis gehören zum Werk von Briçonnet.
Die Symmetrieachsen des Renaissancebaus werden durch die polygonale Anlage der Kapelle und der Bibliothek gebrochen. Die Treppenanlage ist, anders als damals üblich, geradläufig und durch Öffnungen zum Wasser belichtet. Die Ecktürme des Gebäudes enthalten die Bäder und Abstellräume. Die hölzerne Kassettendecke der Bibliothek trägt die Initialen TBK für Thomas Bohier Katherine.
Briçonnet vertrat ihren Mann während der langen Zeiträume seiner beruflichen Abwesenheit und beaufsichtigte die Bauarbeiten des Schlosses zwischen 1513 und 1521. Architektonische Besonderheiten des Baus wie die Organisation der Räume und die Gestaltung der Haupttreppe werden ihr zugeschrieben. Die Inschrift über der Tür zum Vorhof drückte den Stolz auf das Werk aus: „S'il vient à point, me souviendra“ (Wenn es vollendet ist, wird es an mich erinnern).

## Welterbe
Das Tal der Loire zwischen Sully-sur-Loire und Chalonnes-sur-Loire wurde im Jahr 2000 in die UNESCO-Welterbeliste aufgenommen. Im Jahr 2017 wurde eine Modifikation vorgenommen, mit der das Wasserschloss Chenonceau in die Schutzzone eingefügt wurde

Chenonceau, Zeitstellung Katherine Briçonnet
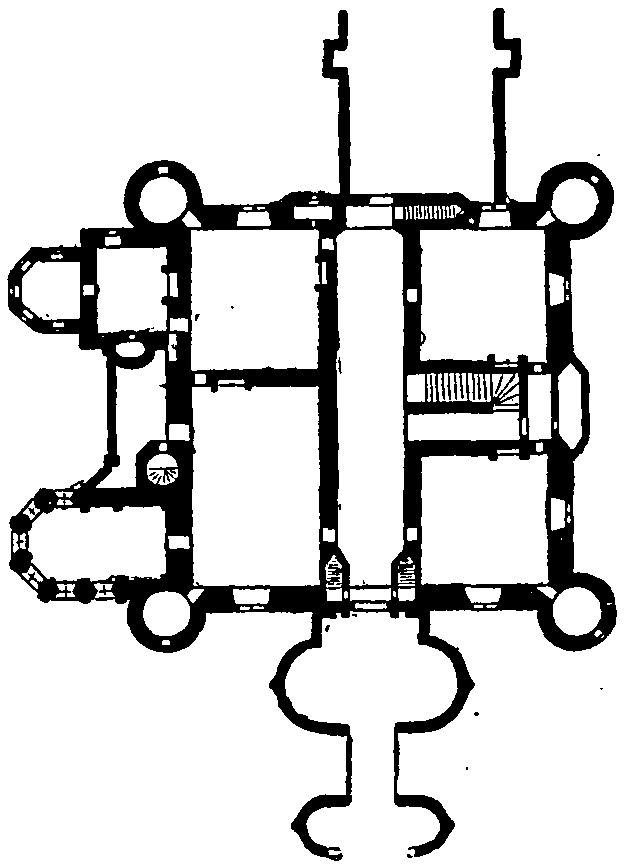
EG, links unten: Kapelle, links oben: Bibliothek
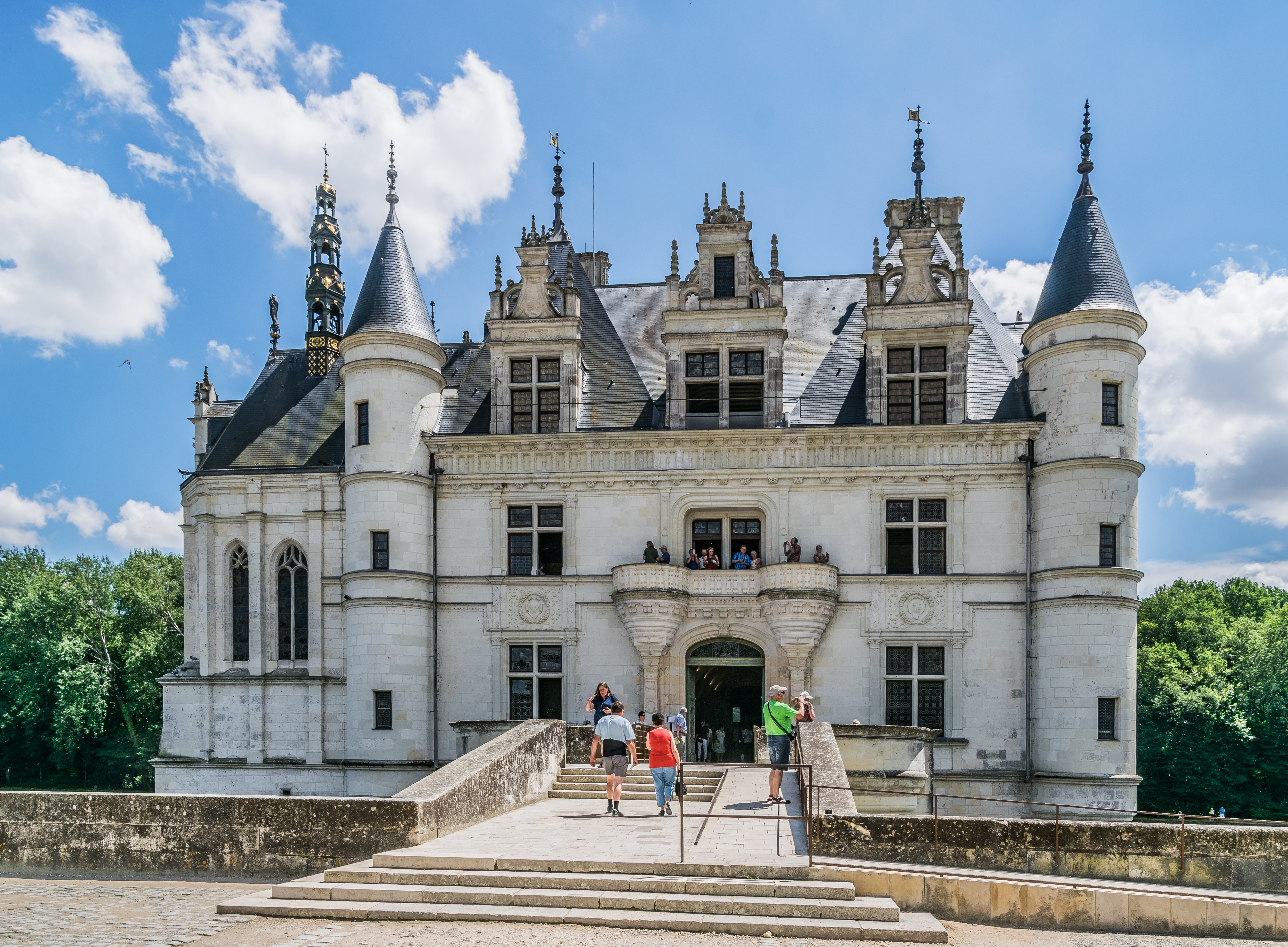
Logis, Nordansicht mit symmetrischen Ecktürmen und Kapelle links
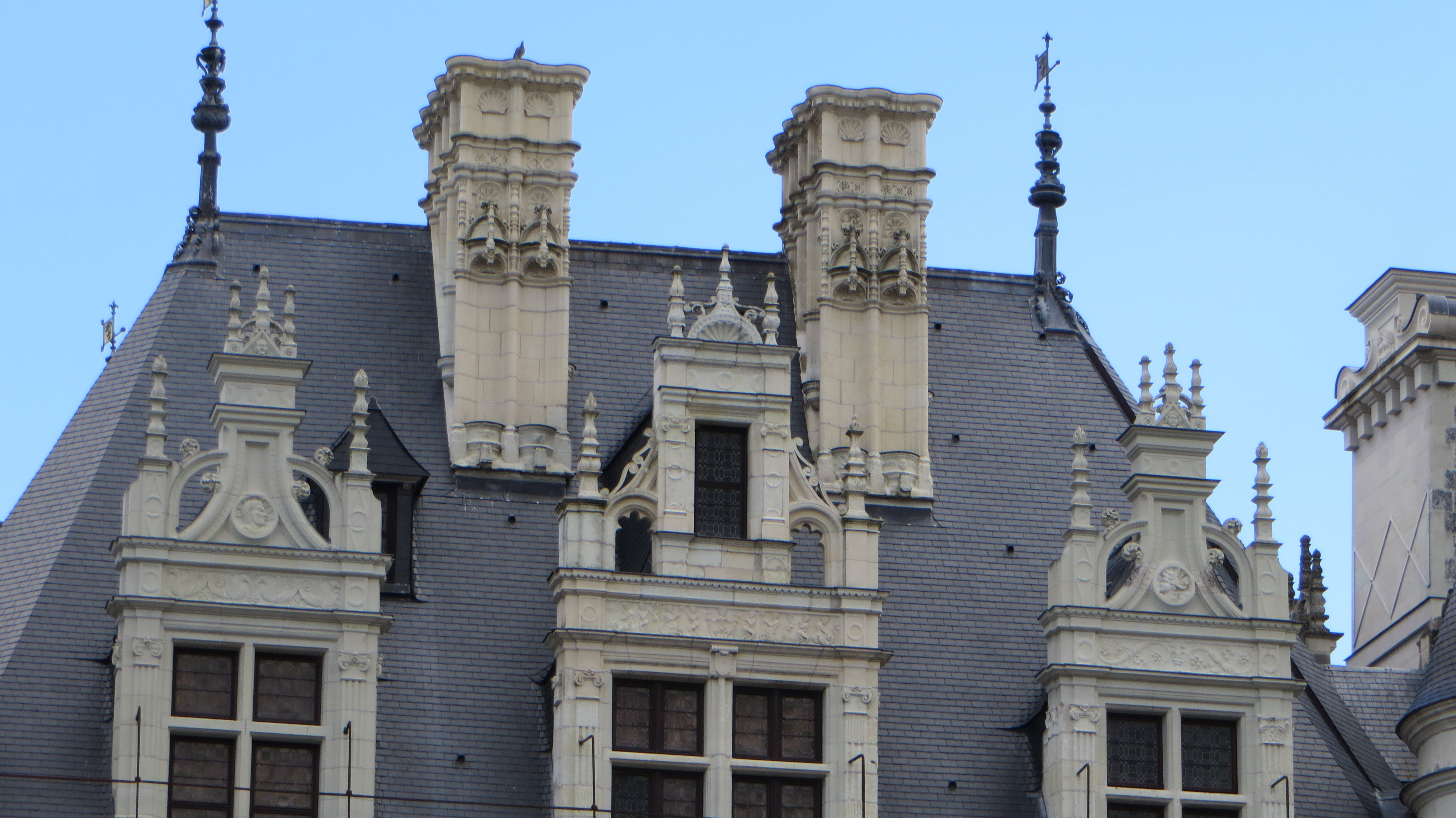
Logis, Dacherker und Kamine
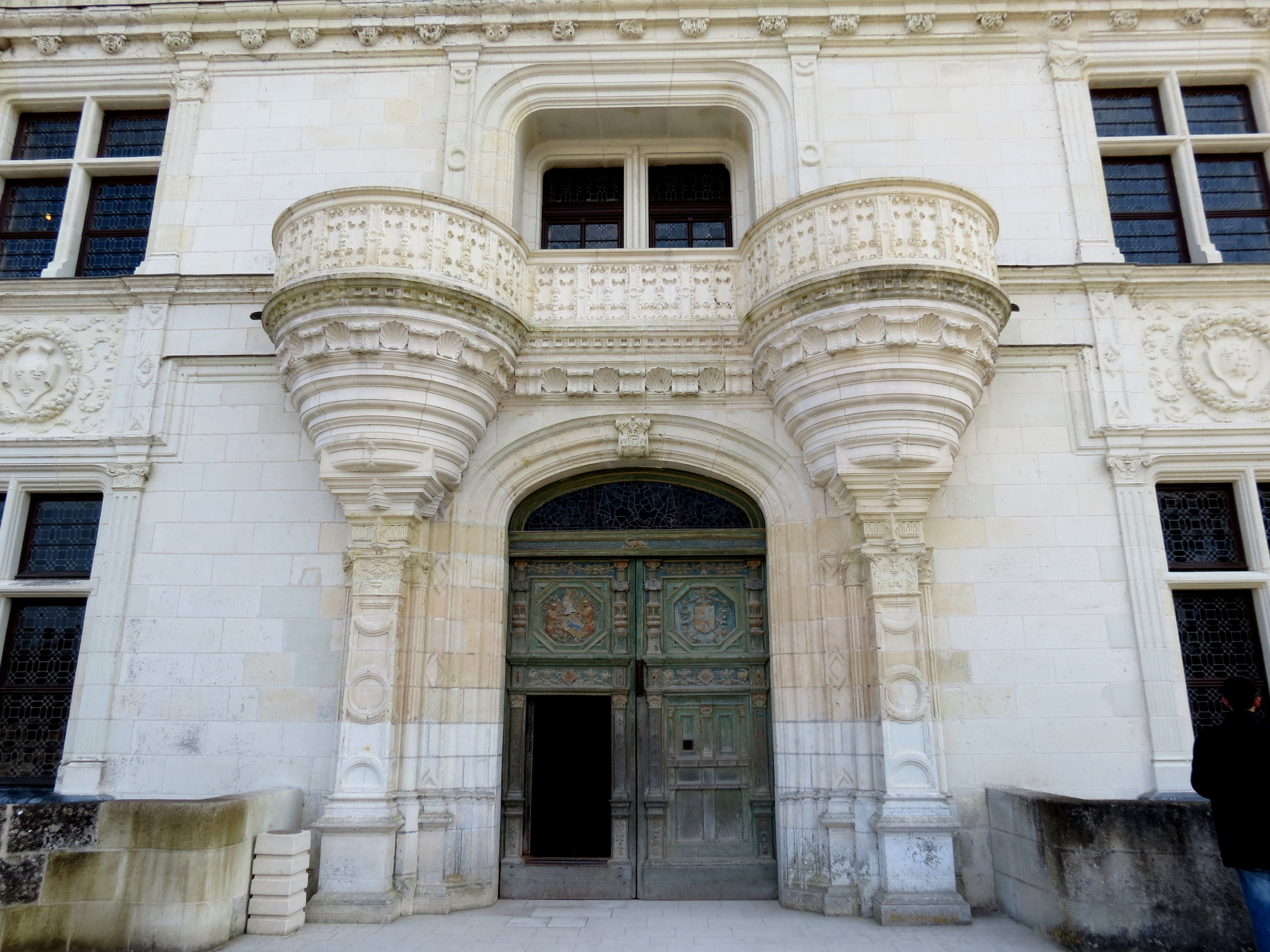
Logis, Eingangsportal, Eingangstüren mit seinem Wappen links und ihrem rechts
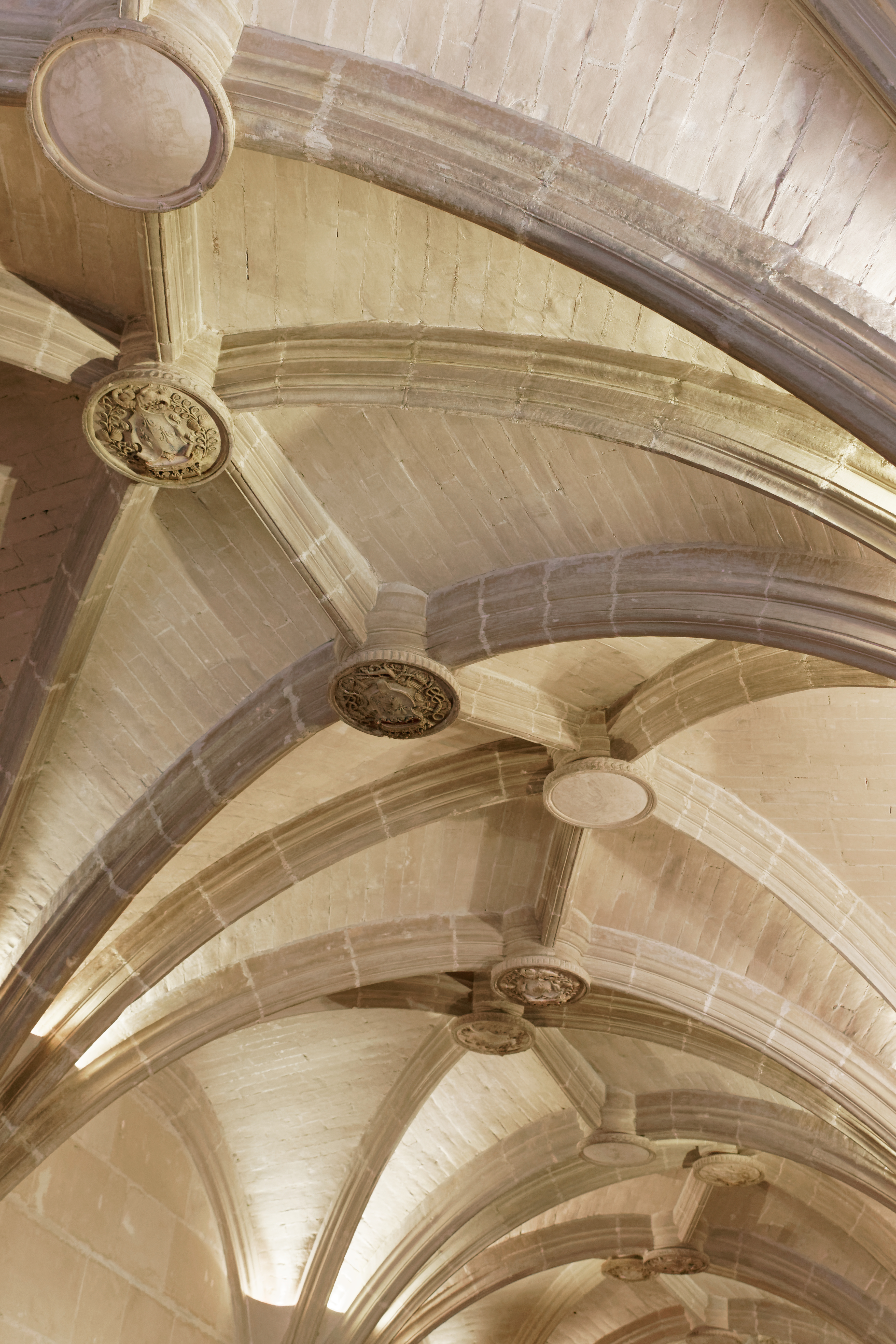
Logis, Rippengewölbe im Vestibül
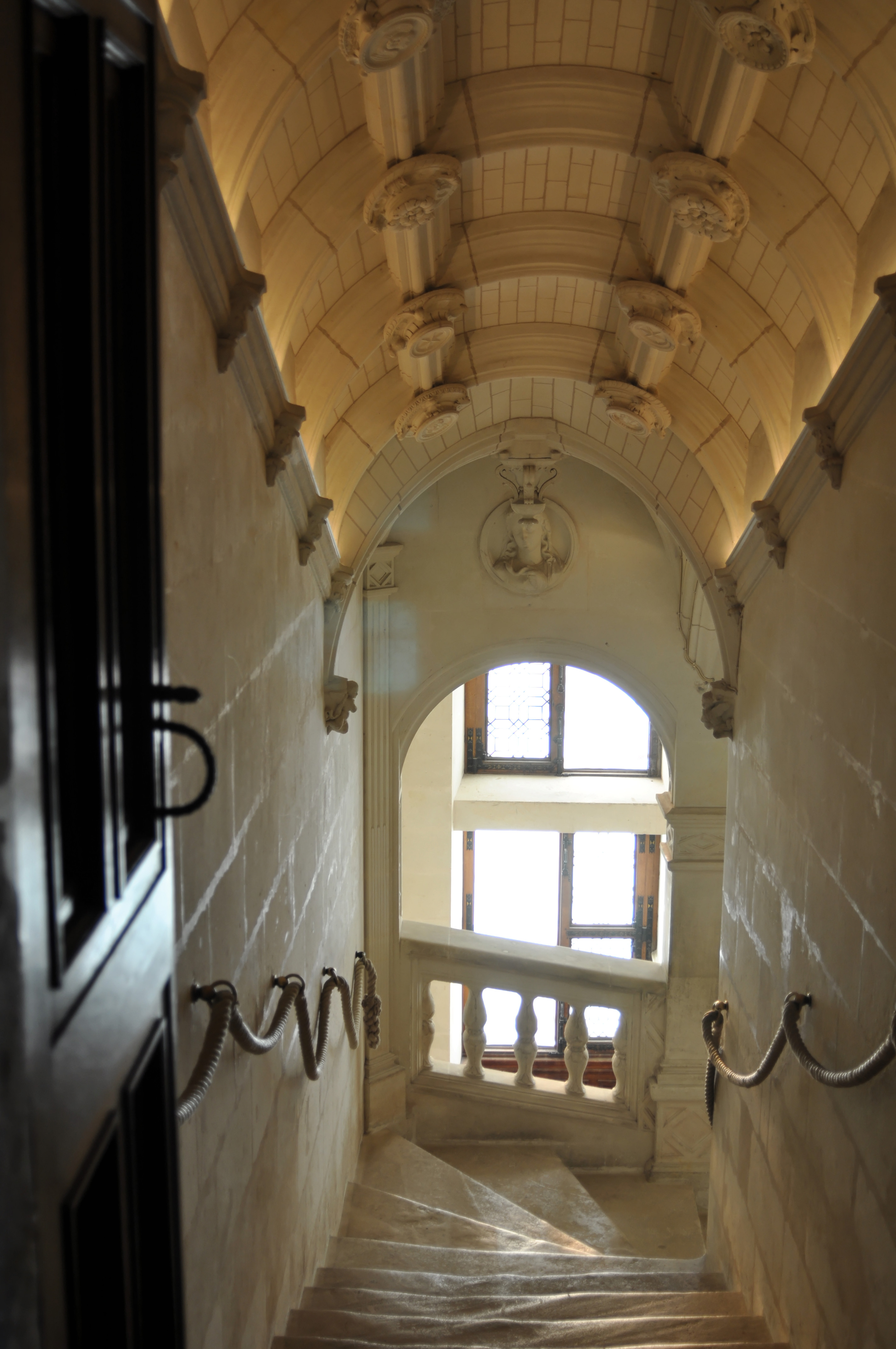
Treppenanlage mit Fenstern
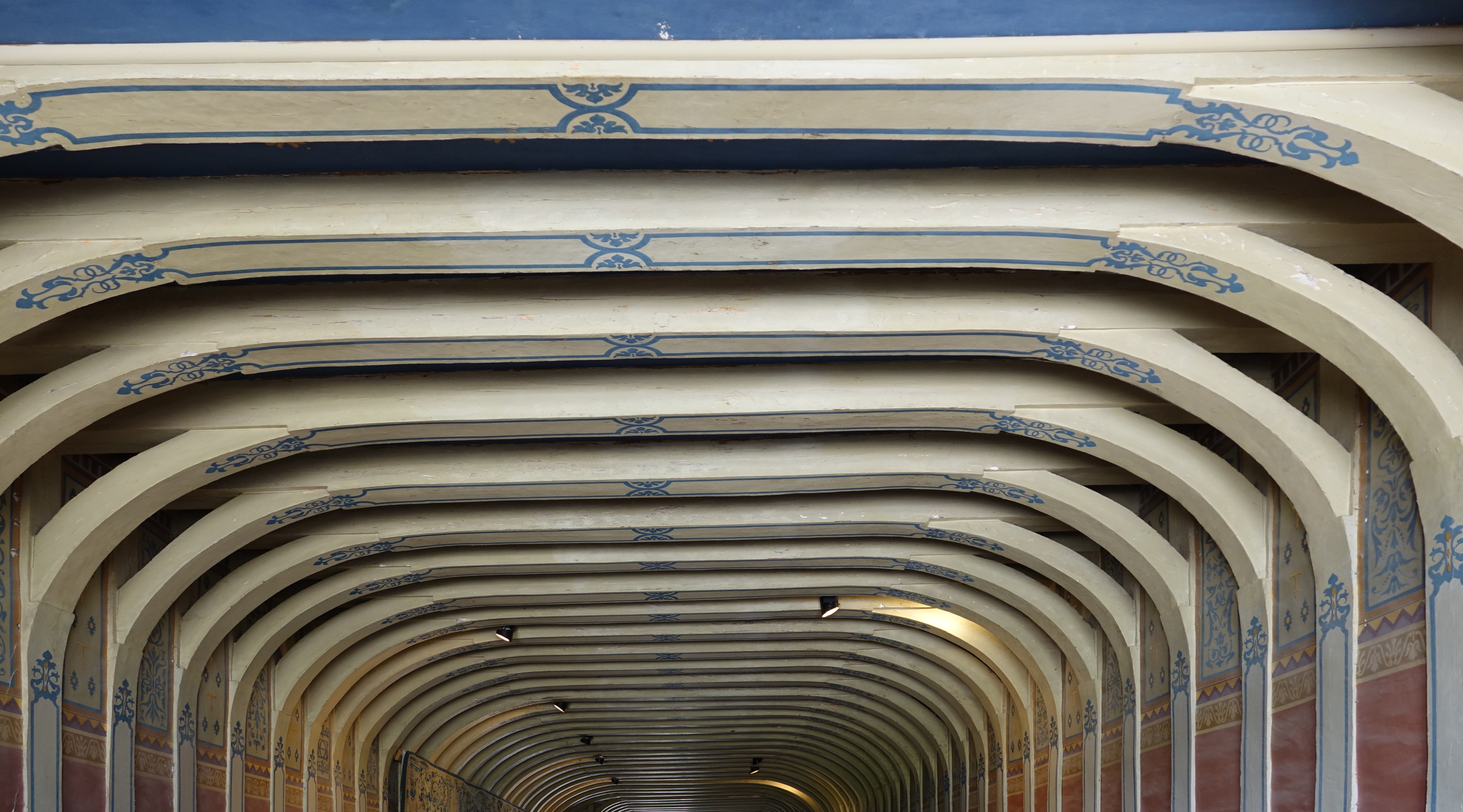
Logis, Dachgeschoss, Deckenkonstruktion im Vestibül
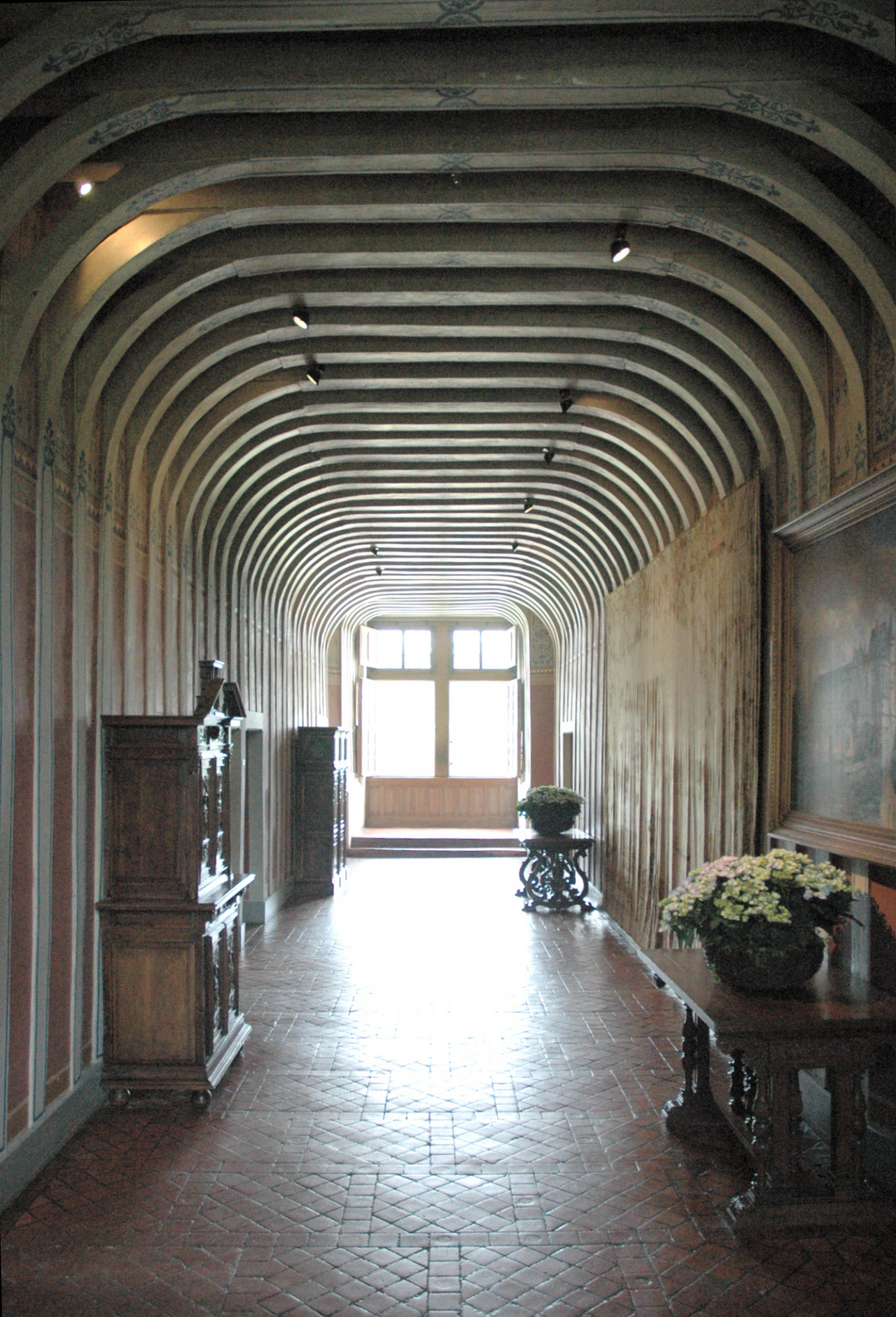
Logis, Dachgeschoss, Vestibül
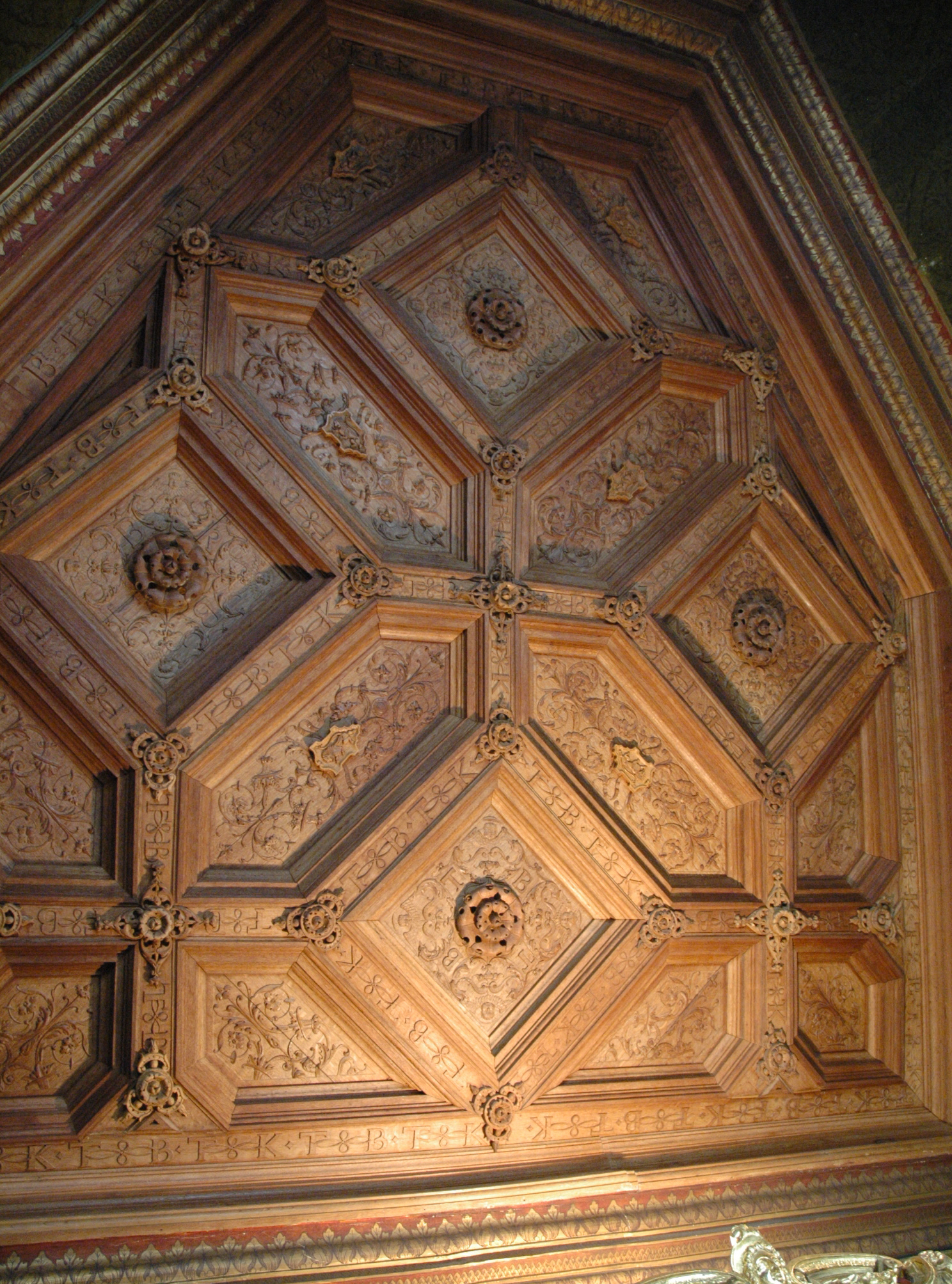
Kassettendecke der Bibliothek
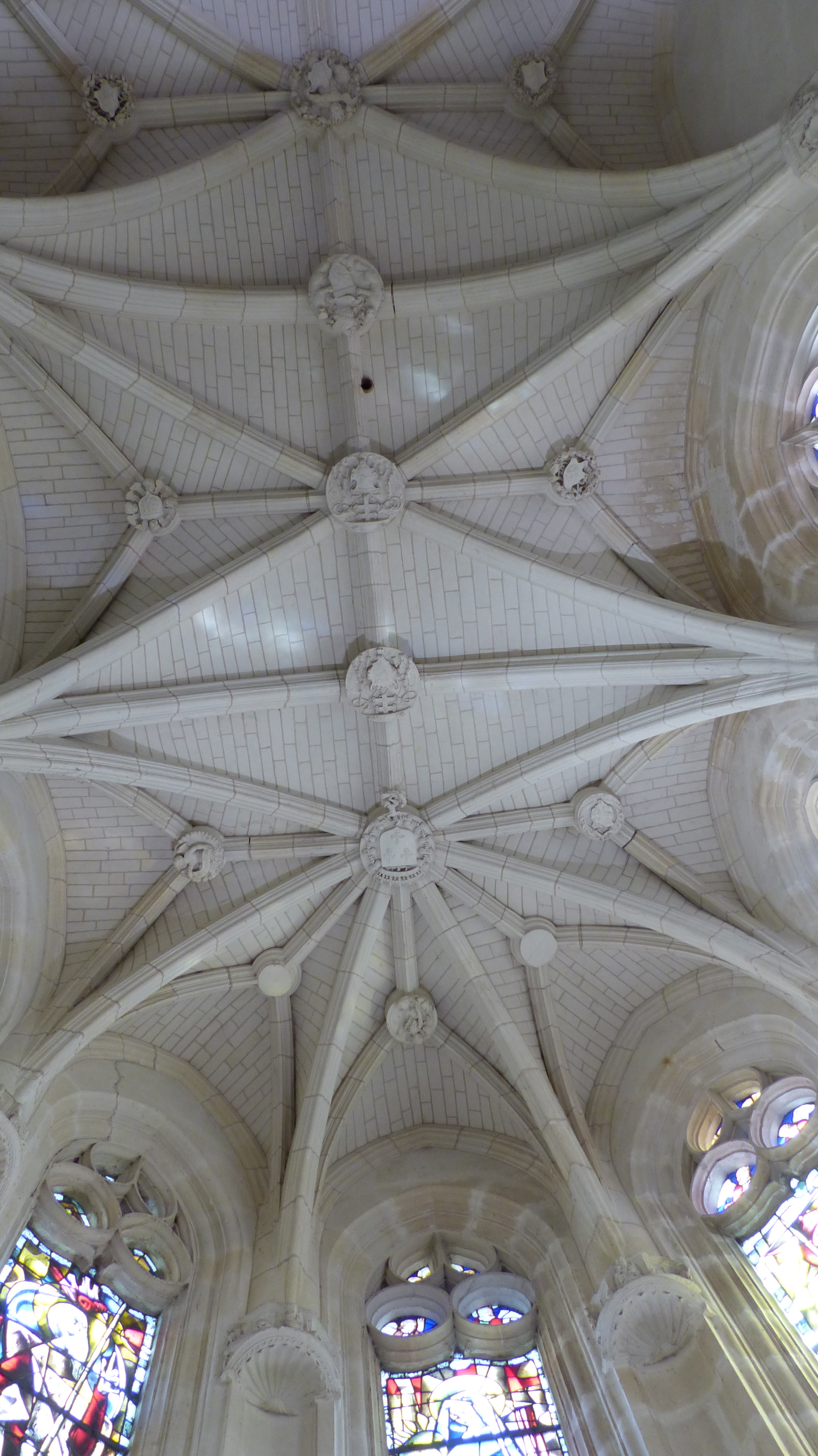
Rippengewölbe der Kapelle
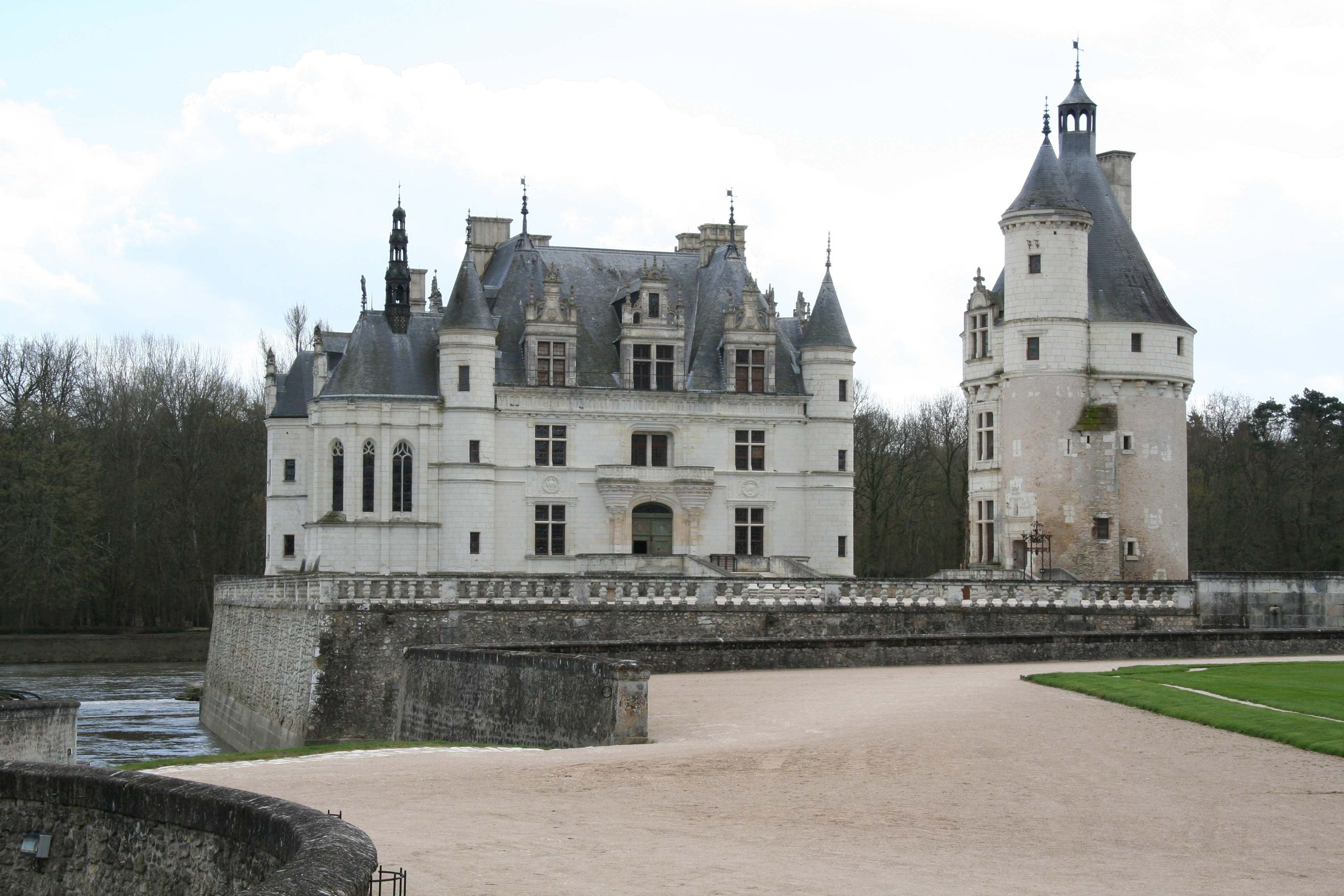
Logis und Tour des Marques, Nordansicht